# Peshmerga
I Peshmerga (in curdo Pêşmerge‎, in Sorani پێشمەرگە , letteralmente "prima della morte"; IPA: [peːʃmɛɾˈɡɛ]) sono le forze armate della regione autonoma del Kurdistan iracheno. Il termine "Peshmerga" indica letteralmente un combattente-guerrigliero che intende battersi fino alla morte.

## Storia recente

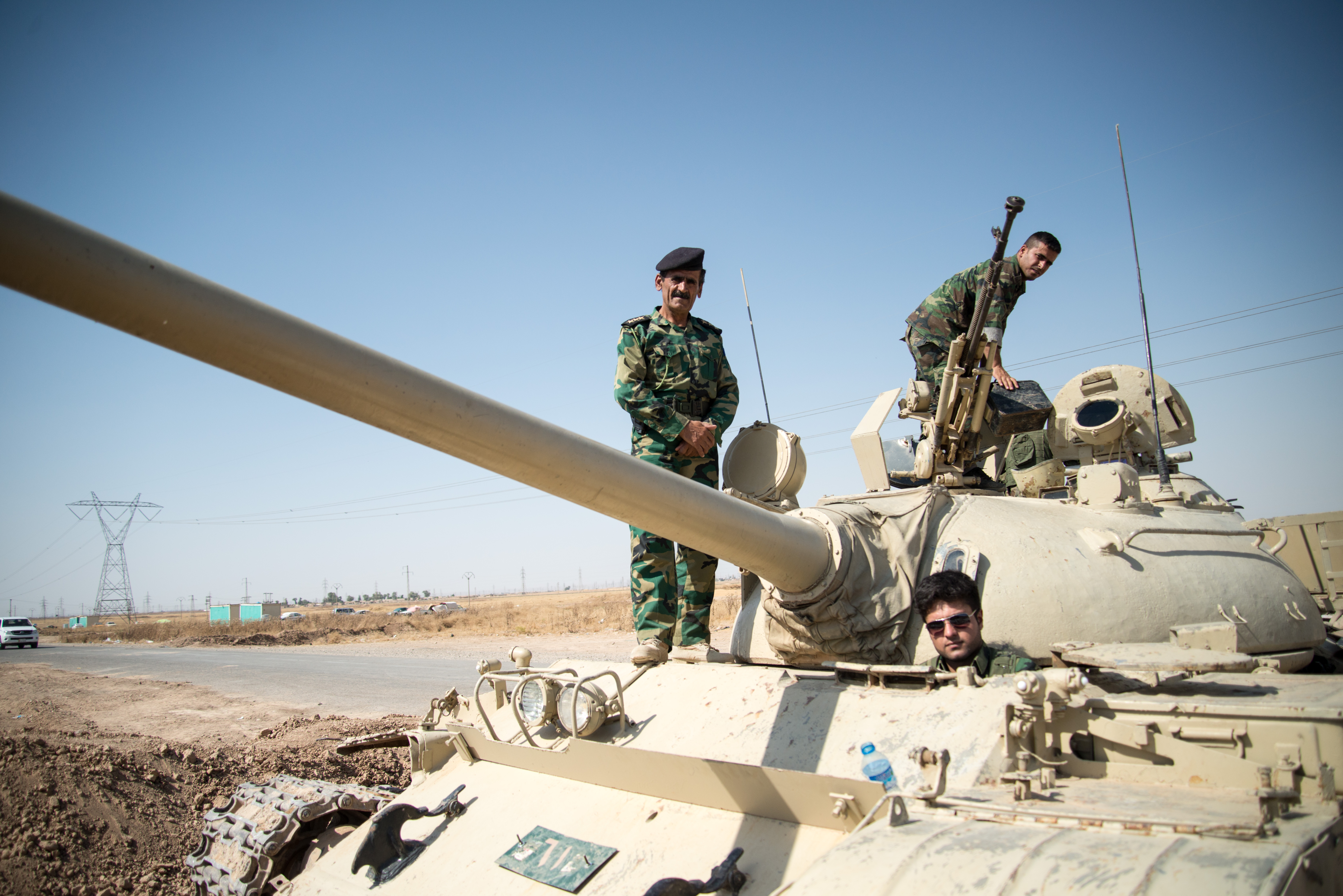
Peshmerga su un carro T-55 fuori Kirkuk in Iraq.

I peshmerga sono combattenti curdi del Kurdistan nell'Iraq settentrionale. Sono stati attivi nei diversi sconvolgimenti della storia dell'Iraq dalla sua indipendenza, nella guerra Iran-Iraq, nella prima e nella seconda guerra del golfo. In seguito alla prima guerra del Golfo, tra il 1994 e il 1998 scoppiò una guerra civile tra i due maggiori partiti del Kurdistan iracheno, il PDK e l'UPK, e i peshmerga si combatterono tra di loro. Nonostante i tentativi di unificare i peshmerga dopo la fine della guerra civile, essi rimangono divisi tra unità sotto il comando del PDK e unità sotto il comando dell'UPK. Durante la seconda guerra del Golfo hanno cooperato con le forze speciali dell'Alleanza americana contro Saddam Hussein, salvando vari piloti e incursori sul loro territorio, e tenendo occupato l'intero V corpo iracheno nel 2003 a nord, impedendogli di schierarsi contro le forze alleate a sud. I peshmerga si sono anche scontrati con il PKK turco, presente nella parte nord dell'Iraq, e con i guerriglieri islamisti di Ansar al-Islam. Nell'agosto 2014, alcuni battaglioni della milizia peshmerga sono stati integrati nella Guardia Nazionale Irachena (al-Ḥkharas al-Watanī) e sono parte della nuova 2ª divisione irachena, di base a Mosul. Attualmente hanno all'attivo circa 200.000 soldati.

### Supporto militare da paesi esteri nella guerra contro l'ISIS
Oltre a disporre di un proprio arsenale, nella loro campagna contro lo Stato Islamico, dal 2014, i peshmerga hanno ottenuto massiccio supporto da nazioni estere. I combattenti curdi hanno ricevuto fino a marzo 2015 ingenti carichi di armi dell'ultimo tipo tra cui: Heckler & Koch MP5, Heckler & Koch G36, M40, AK-47 e Beretta MG 42/59; oltre a queste dispongono anche di armi pesanti come RPG-7, AT4 e MILAN. Dal 2014, anche l'Italia ha preso parte alla fornitura di armi ai peshmerga, inviando 200 mitragliatrici, 650.000 munizioni e oltre 2000 razzi HEAT; tuttavia i rifornimenti impiegano più tempo ad arrivare poiché le leggi italiane non consentono di armare milizie ma soltanto di vendere armamenti a stati riconosciuti e, a causa di questo, i rifornimenti devono poter prima passare attraverso l'Iraq per poi arrivare nelle mani dei peshmerga in Kurdistan.. Oltre a questo, assieme alla Germania, l'Italia sta offrendo anche supporto logistico per le truppe peshmerga grazie ad addestramenti militari in Iraq per oltre 2000 combattenti.
Fra le forze peshmerga erano presenti anche soldati di fede cristiana.

### Ruolo delle donne

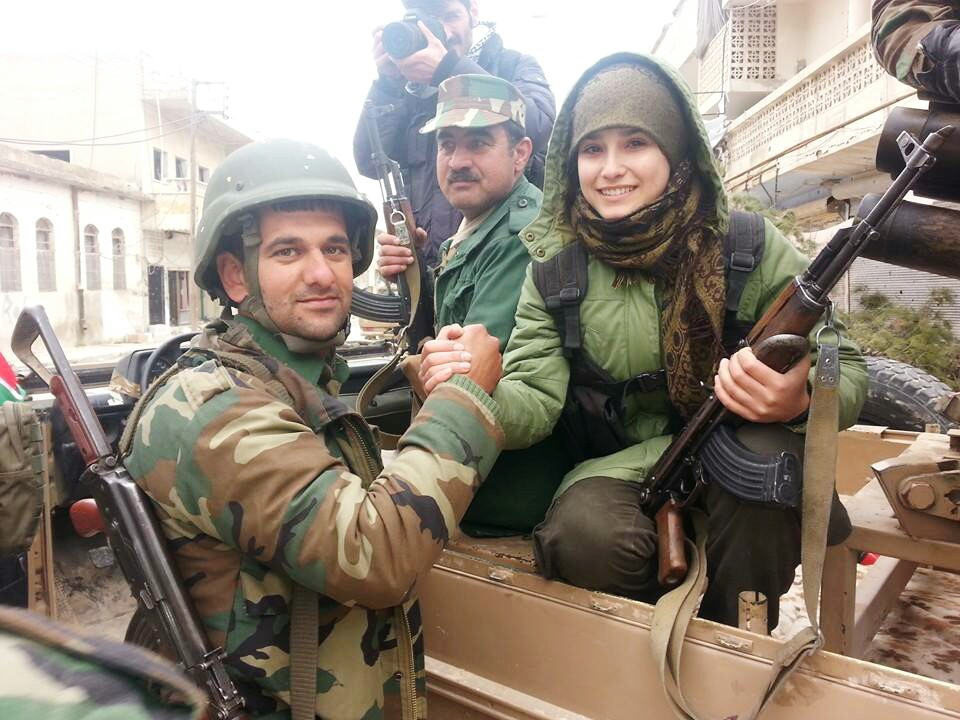
Unità di Protezione Popolare: donna volontaria con soldati Peshmerga

Le donne hanno avuto un ruolo significativo nei peshmerga fin dalla loro fondazione. La tribù curda Zand era nota per consentire alle donne di ricoprire ruoli militari. Durante il conflitto curdo-iracheno la maggior parte delle donne prestò servizio nei peshmerga in ruoli di servizio quali la costruzione di campi, la cura dei feriti e il trasporto di munizioni e di messaggi. Numerose brigate femminili prestarono servizio al fronte. Margaret George Malik fu un'iconica combattente assira che ebbe importanti posizioni di comando in battaglie quali quella della Valle di Zawita. Il PUK iniziò a reclutare donne durante la Guerra Civile Curda. Alle donne veniva fornito un addestramento di base di 45 giorni che comprendeva prove di parate e prove di tiro con fucili vari, mortai e RPG.
Nei mesi prossimi all'invasione del 2003 dell'IRAQ da parte degli Stati Uniti, questi ultimi lanciarono l'operazione Viking Hammer, che consisteva in un pesante attacco contro gruppi di terroristi islamici nel Kurdistan iracheno e scoprì disponibilità di armi chimiche. Il PUK più tardi confermò che combattenti femminili curde avevano partecipato all'operazione.
Il moderno peshmerga è quasi interamente costituito da uomini, ma con almeno 600 donne nei ranghi. Nel KDP, a queste donne peshmerga è stato rifiutato l'accesso alla linea del fronte e vengono in gran parte utilizzate in posizioni logistiche e direttive, ma donne peshmerga PUK vengono dispiegate sulle linee del fronte e attivamente impiegate in combattimento.